# Clarias nieuhofii
A Clarias nieuhofii a sugarasúszójú halak (Actinopterygii) osztályának a harcsaalakúak (Siluriformes) rendjébe, ezen belül a zacskósharcsafélék (Clariidae) családjába tartozó faj.

## Előfordulása
A Clarias nieuhofii széles körben elterjedt Délkelet-Ázsiában. A hal megtalálható Malajziában, Jávában, Szumátrán, Borneó és a Fülöp-szigeteken.

## Megjelenése
Ez a Clarias-faj abban különbözik a rokonaitól, kivéve az újonnan felfedezett fajokat (Clarias batu és Clarias nigricans), hogy teste igen megnyúlt, angolnaszerű. Színe általában szürke. Oldalvonala alatt, a test egész hosszában, két, fehér pettysor húzódik. Az oldalvonal fölött 13 - 14 függőleges fehér pettysor található. A Clarias nieuhofii általában 40 centiméter hosszú.

## Képek a fajról

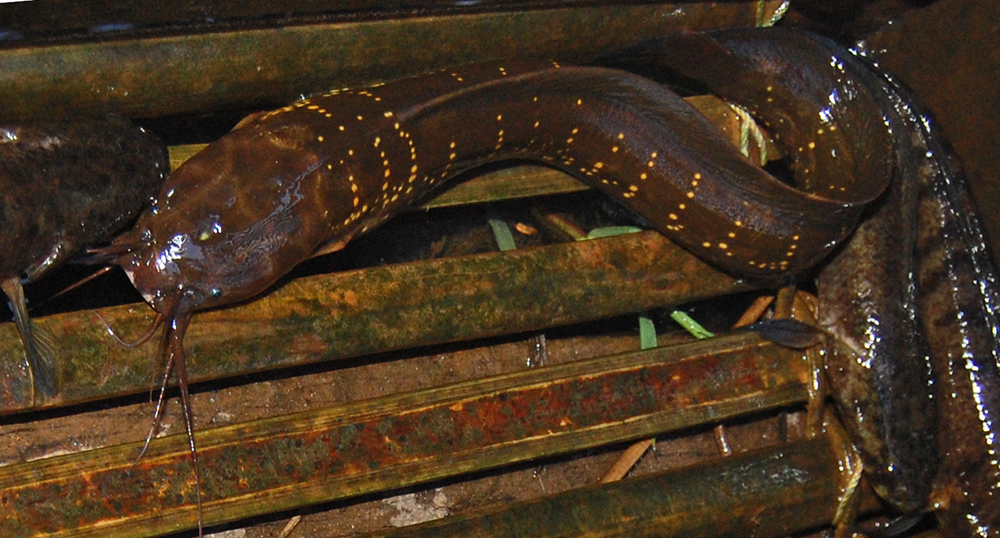
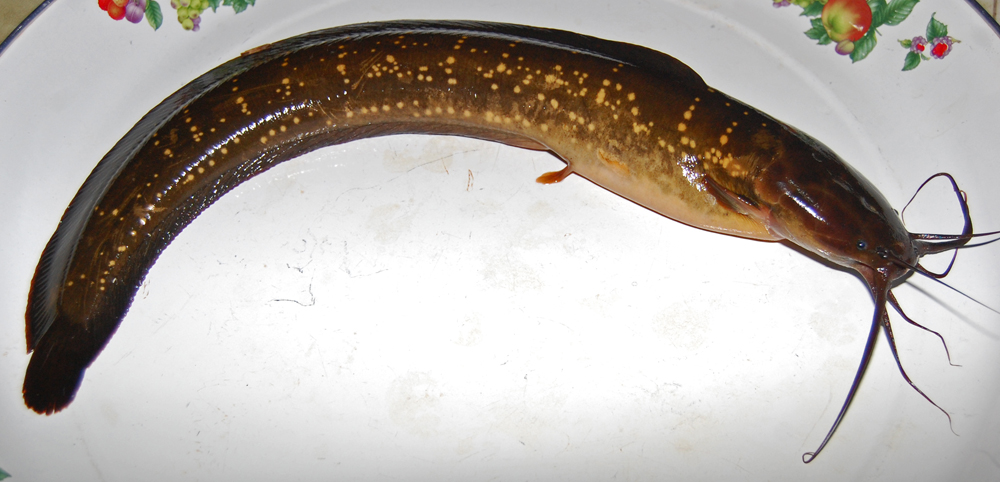

### Fordítás
- Ez a szócikk részben vagy egészben  a   Clarias nieuhofii című angol Wikipédia-szócikk fordításán alapul.  Az eredeti cikk szerkesztőit annak laptörténete sorolja fel. Ez a jelzés csupán a megfogalmazás eredetét és a szerzői jogokat jelzi, nem szolgál a cikkben szereplő információk forrásmegjelöléseként.